# Andada
Andada é uma vila no distrito de Bharuch, no estado indiano de Guzerate.

## Demografia
Segundo o censo de 2001, Andada tinha uma população de 13,506 habitantes. Os indivíduos do sexo masculino constituem 54% da população e os do sexo feminino 46%. Andada tem uma taxa de alfabetização de 73%, superior à média nacional de 59.5%; com 57% para o sexo masculino e 43% para o sexo feminino. 16% da população está abaixo dos 6 anos de idade.